# Henry E. Holt

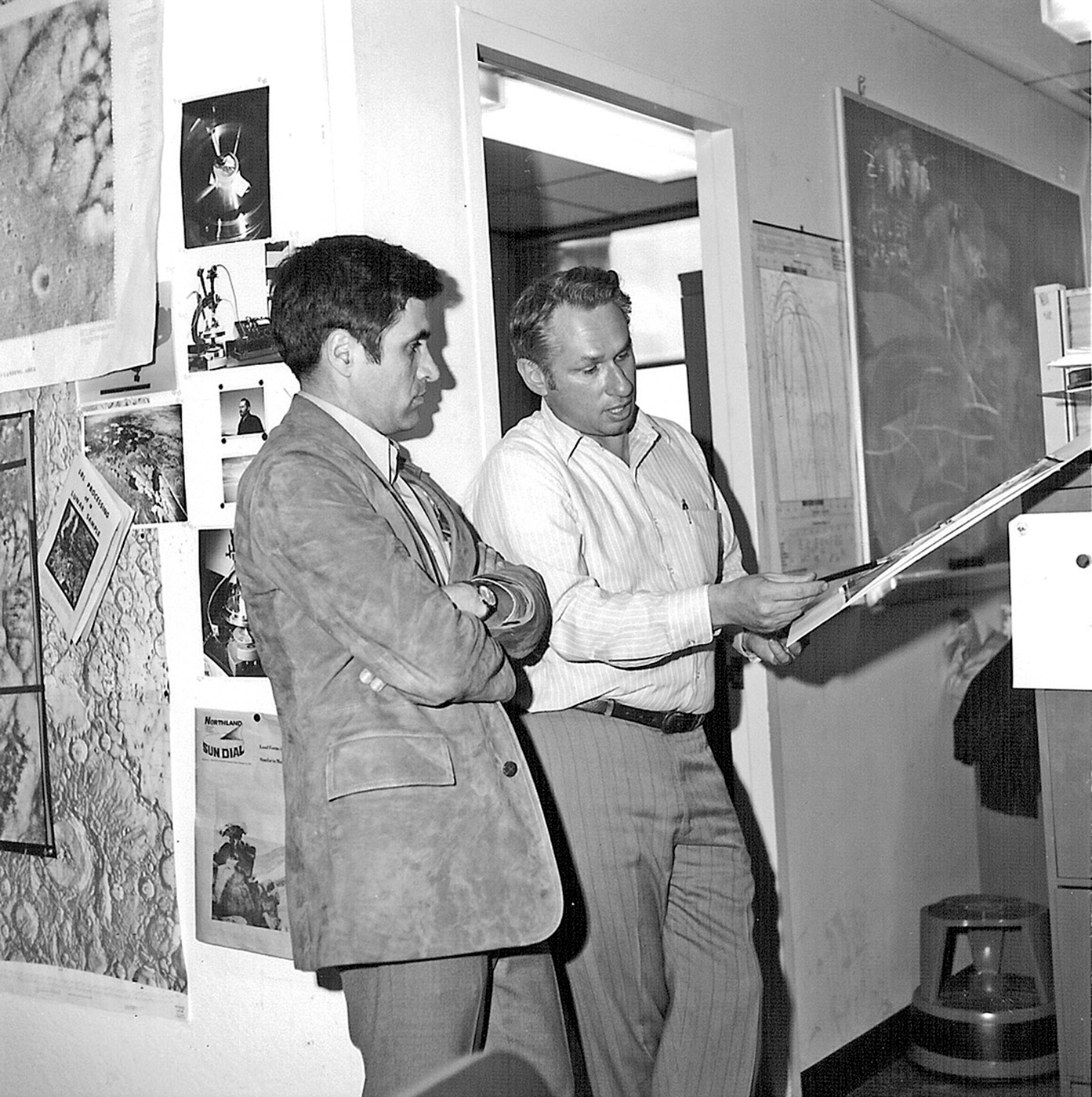
Henry Holt (dreapta) cu Jack Schmitt

Henry E. Holt (n. 27 septembrie 1929, Richwood⁠(d), Virginia de Vest, SUA – d. 5 mai 2019, Tempe, Arizona, SUA) este un astronom american.
El a descoperit numeroși asteroizi. Este co-descoperitor al cometelor periodice 121P/Shoemaker-Holt, 127P/Holt-Olmstead și 128P/Shoemaker-Holt.
A lucrat ca geolog planetar la United States Geological Survey și Northern Arizona University. În anii 1960 a studiat proprietățile fotometrice ale suprafeței Lunii în cadrul programelor Surveyor și Apollo.
Asteroidul 4435 Holt a fost numit în onoarea sa.